# Circuit de Lorraine 2011

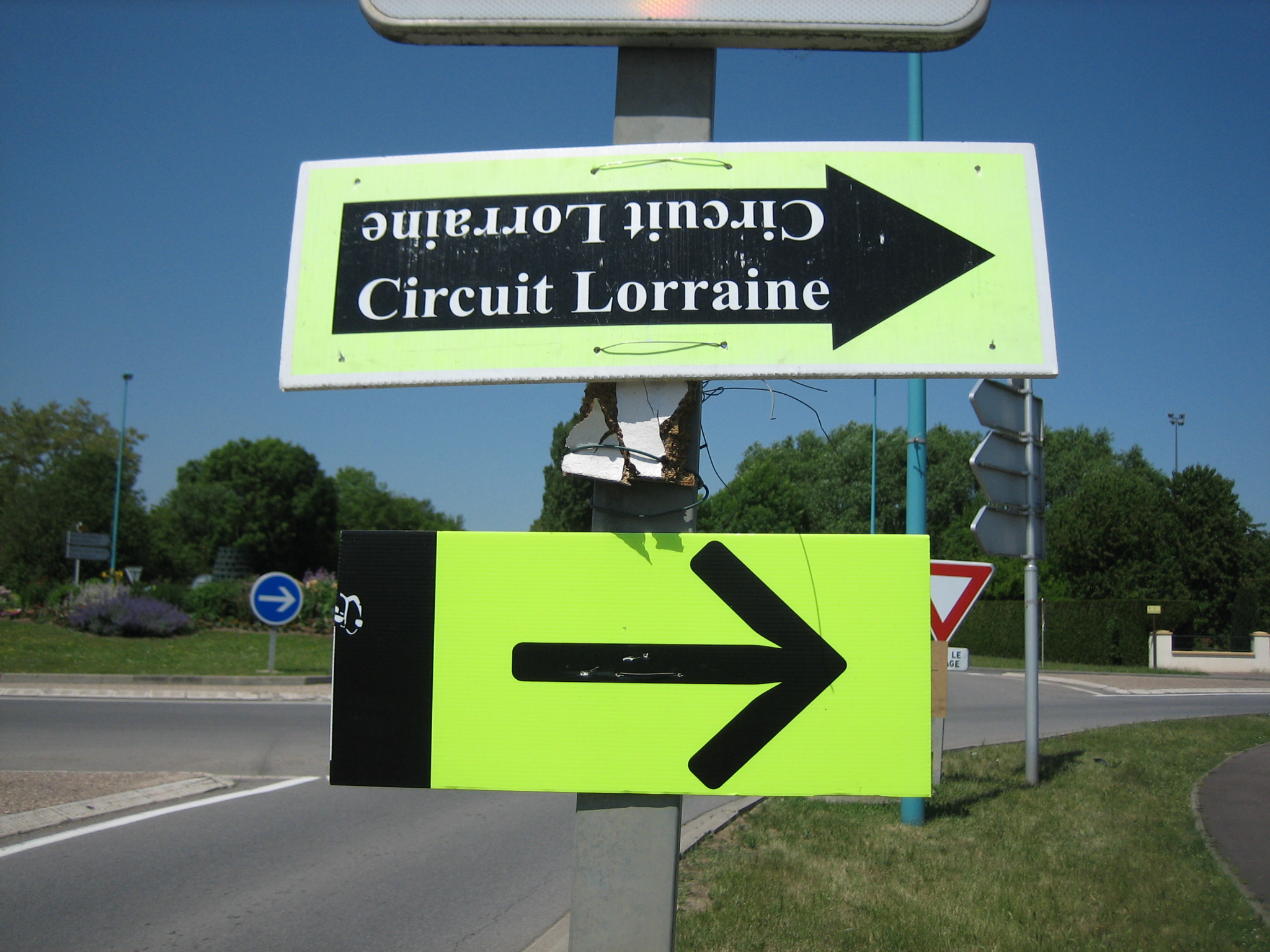
Wegweiser

Circuit de Lorraine 2011 war ein Rad-Etappenrennen, das vom 18. bis 22. Mai 2011 ausgetragen wurde. Es führte auf fünf Etappen über eine Distanz von 848,5 Kilometern. Circuit de Lorraine war Teil der UCI Europe Tour 2011 und dort in die Kategorie 2.1 eingestuft.

## Teams und Fahrer
Es gingen 132 Fahrer aus 17 Teams an den Start. Ein Teams musste mindestens sechs und durfte maximal acht Fahrer umfassen. Roubaix Lille Métropole startete mit nur mit sechs Fahrern, Androni Giocattoli und Skil-Shimano mit sieben, und alle anderen Teams mit acht Fahrern. Mit dem Italiener Fabio Felline war der Sieger des Vorjahres erneut am Start.
| 1 – Fabio Felline 2 – Marko Kump 3 – Marco Corti 4 – Matthias Brändle 5 – Daniele Ratto 6 – Matteo Pelucchi 7 – David Gutiérrez 8 – Noé Gianetti |

| 11 – Dimitri Champion 12 – Guillaume Bonnafond 13 – Kristof Goddaert 14 – Sébastien Hinault 15 – Steve Houanard 16 – David Le Lay 17 – Romain Lemarchand 18 – Julien Loubet |

| 21 – José Vicente García 22 – José Iván Gutiérrez 23 – Javier Iriarte 24 – Andrey Amador 25 – Ángel Madrazo 26 – Francisco Pérez 27 – Rui Costa 28 – Enrique Sanz |

| 31 – Nacer Bouhanni 32 – Arnaud Courteille 33 – Arnaud Gérard 34 – Matthieu Ladagnous 35 – Anthony Roux 36 – Geoffrey Soupe 37 – Francis Mourey 38 – Arthur Vichot |

| 41 – Santo Anzà 42 – Thomas De Gendt 43 – Romain Feillu 44 – Pim Ligthart 45 – Ruslan Pidhornyj 46 – Wouter Poels 47 – Marco Marcato 48 – Rob Ruygh |

| 51 – Yukiya Arashiro 52 – Sébastien Chavanel 53 – Guillaume Le Floch 54 – Anthony Charteau 55 – Kévin Réza 56 – Yohann Gène 57 – Pierre Rolland 58 – David Veilleux |

| 61 – Francesco Ginanni 62 – Luca Barla 63 – Omar Bertazzo 64 – Riccardo Chiarini 65 – Antonio Santoro 66 – Luca Solari 67 – Alessandro Bertolini |

| 71 – Yohann Bagot 72 – Rémi Cusin 73 – Nicolas Edet 74 – Julien Fouchard 75 – Arnaud Labbe 76 – Luis Ángel Maté 77 – Romain Zingle 78 – Adrien Petit |

| 81 – Jérôme Baugnies 82 – Pieter Serry 83 – Geert Steurs 84 – Sander Armée 85 – Grégory Joseph 86 – Pieter Jacobs 87 – Tim Mertens 88 – Kenny De Ketele |

| 91 – Jérémie Galland 92 – Jonathan Hivert 93 – Anthony Delaplace 94 – Stéphane Poulhies 95 – Guillaume Levarlet 96 – Laurent Mangel 97 – Jean-Marc Marino 98 – Julien Simon |

| 101 – Mitchell Docker 102 – Thierry Hupond 103 – Feng Han 104 – Ji Cheng 105 – Martin Reimer 106 – Matthieu Sprick 108 – Albert Timmer |

| 111 – Sylvain Calzati 112 – Mathieu Halleguen 113 – Eric Berthou 114 – Jean-Marc Bideau 115 – Guillaume Blot 116 – Romain Hardy 117 – Armindo Fonseca 118 – Sébastien Duret |

| 121 – Zakkari Dempster 122 – Kristian House 123 – Graham Briggs 124 – Jonathan Tiernan-Locke 125 – Dan Craven 126 – Tom Southam 127 – Andrew Tennant 128 – Edward Clancy |

| 131 – Nicolas Bazin 132 – Mathieu Drujon 133 – Guillaume Faucon 134 – Sylvain Georges 135 – Dimitri Le Boulch 136 – Maxime Méderel 137 – Johan Mombaerts 138 – Jonathan Thiré |

| 141 – Damiano Margutti 142 – Paolo Bailetti 143 – Giorgio Brambilla 144 – Matteo Fedi 145 – Gianluca Maggiore 146 – Michele Merlo 147 – Frederico Rocchetti 148 – Fabio Piscopiello |

| 151 – Morgan Kneisky 152 – Steven Tronet 153 – Florian Le Corre 155 – Anthony Colin 157 – Loïc Desriac 158 – Julien Guay |

| 161 – Fabricio Ferrari 162 – Alexander Rjabkin 163 – Joaquín Sobrino 164 – Garikoitz Bravo 165 – Oleh Tschuschda 166 – Rubén Reig 167 – Igor Romero 168 – Guillermo Lana |

## Wertungen/Trikots
Bei der Rundfahrt wurden Trikots in vier Einzelwertungen vergeben: das Gelbe Trikot des Gesamtbesten, das Grüne des Punktbesten, das Gepunktete des besten Bergfahrers und das Rote des besten Sprinters. Daneben wurde die beste Mannschaft ermittelt.

### Gesamteinzelwertung (Gelbes Trikot)
Das Gelbe Trikot gewann derjenige Fahrer, dessen Summe aller Zeiten in den einzelnen Etappen die niedrigste war. Hierzu zählten auch Zeitgutschriften. So erhielt jeder Etappensieger 10 Sekunden, der Zweite 6 Sekunden und der Dritte 4 Sekunden gutgeschrieben. Die ersten drei eines Supersprints einer Etappe (Super point chaud) erhielte 3, 2 und 1 Sekunden Zeitgutschrift.

### Punktbester Fahrer (Grünes Trikot)
Für die Wertung des punktbesten Fahrers erhielten die ersten 15 Fahrer einer jeden Etappe folgende Punkte: 25, 20, 16, 14, 12, 10, 9, 8, 7, 6, 5, 4, 3, 2, 1. Der Fahrer mit der höchsten Punktzahl trug das Grüne Trikot.

### Bester Bergfahrer (Gepunktetes Trikot)
Punkt für den besten Bergfahrer wurden wie folgt vergeben:
- Anstiege der Kategorie I: 15, 12, 10 Punkte
- Anstiege der Kategorie II: 10, 8, 6 Punkte
- Anstiege der Kategorie III: 5, 4, 3 Punkte

Der Fahrer mit der höchsten Punktzahl trug das Gepunktete Trikot.

### Bester Sprinter (Rotes Trikot)
Auf jeder Etappe wurden zwei Sprints ausgefahren. Die jeweils ersten drei Fahrer erhielten:
- 3, 2 und 1 Punkte bei der ersten Sprintwertung
- 6, 4 und 2 Punkte bei der zweiten Sprintwertung, dem sogenannten Super point chaud.

Der Fahrer mit der höchsten Punktzahl trug das Rote Trikot.

### Mannschaftswertung
Die Summe der Zeiten der ersten drei Fahrer jeder Mannschaft ergab die Etappen-Mannschaftszeit. Die Mannschaft mit der geringsten Summe aller seiner Etappen-Mannschaftszeiten gewann die Gesamtwertung.

## Etappenübersicht
Die Rundfahrt erstreckte sich über fünf Etappen mit insgesamt 848,5 Kilometern. Sie führte durch alle vier Départements (Meurthe-et-Moselle, Meuse, Moselle und Vosges) der Region Lothringen, sowie ins deutsche Bundesland Saarland. Auf jeder Etappe wurden zwei Sprintwertungen ausgefahren.

### 1. Etappe: Amneville – Longwy, 161 km
Die erste Etappe führte über 161 km von Amnéville nach Longwy. Auf der Etappe gab es, neben den zwei Sprintwertung, vier Bergwertungen. Im Zielsprint setzte sich der Franzose Anthony Roux gegen seine Landsleute Romain Feillu und Laurent Mangel durch und übernahm die Führung in der Gesamtwertung. Die Führung in der Bergwertung sicherte sich Guillaume Faucon.
|    | Fahrer             | Zeit       |
| -- | ------------------ | ---------- |
| 1. | Anthony Roux       | 4:03:06 h  |
| 2. | Romain Feillu      | + 0:00 min |
| 3. | Laurent Mangel     | + 0:00 min |
| 4. | Rui Faria da Costa | + 0:00 min |
| 5. | Fabio Felline      | + 0:00 min |

### 2. Etappe: Briey – Commercy, 164 km
Die zweite Etappe führte von Briey nach Commercy. Auf den 164 km gab es keine Angriffe, so dass auch die zweite Etappe der Tour im Massensprint entschieden wurde. Der Franzose Sébastien Chavanel setzte sich gegen den Australier Zakkari Dempster und den Franzosen Romain Feillu durch. Durch die Zeitgutschrift übernahm Romain Feillu die Führung im Gesamtklassement. Der Belgier Thomas De Gendt gewann alle vier Bergwertungen dieser Etappe und übernahm somit das Gepunktete Trikot.
|    | Fahrer             | Zeit       |
| -- | ------------------ | ---------- |
| 1. | Sébastien Chavanel | 3:51:15 h  |
| 2. | Zakkari Dempster   | + 0:00 min |
| 3. | Romain Feillu      | + 0:00 min |
| 4. | Kristof Goddaert   | + 0:00 min |
| 5. | Mathieu Drujon     | + 0:00 min |

### 3. Etappe: Château-Salins – Saint-Dié-des-Vosges, 206 km
Die 3. Etappe von Château-Salins nach Saint-Dié-des-Vosges war die Königsetappe der Tour. Auf den 206 km waren fünf Bergwertung zu absolvieren. Thomas De Gendt gewann zwei davon und baute seine Führung in der Bergwertung aus. Am letzten Anstieg fuhren Julien Simon und Pierre Roland eine Attacke, denen Thomas De Gendt folgte. Nach der Abfahrt hatte das Trio 20 Sekunden Vorsprung, 15 Sekunden davon retteten sie ins Ziel. Im Zielsprint setzte sich Thomas De Gendt durch und übernahm die Führung im Gesamtklassement.
|    | Fahrer          | Zeit       |
| -- | --------------- | ---------- |
| 1. | Thomas De Gendt | 4:50:20 h  |
| 2. | Julien Simon    | + 0:00 min |
| 3. | Pierre Rolland  | + 0:00 min |
| 4. | Anthony Roux    | + 0:15 min |
| 5. | Fabio Felline   | + 0:15 min |

### 4. Etappe: Baccarat – Rehlingen, 168 km

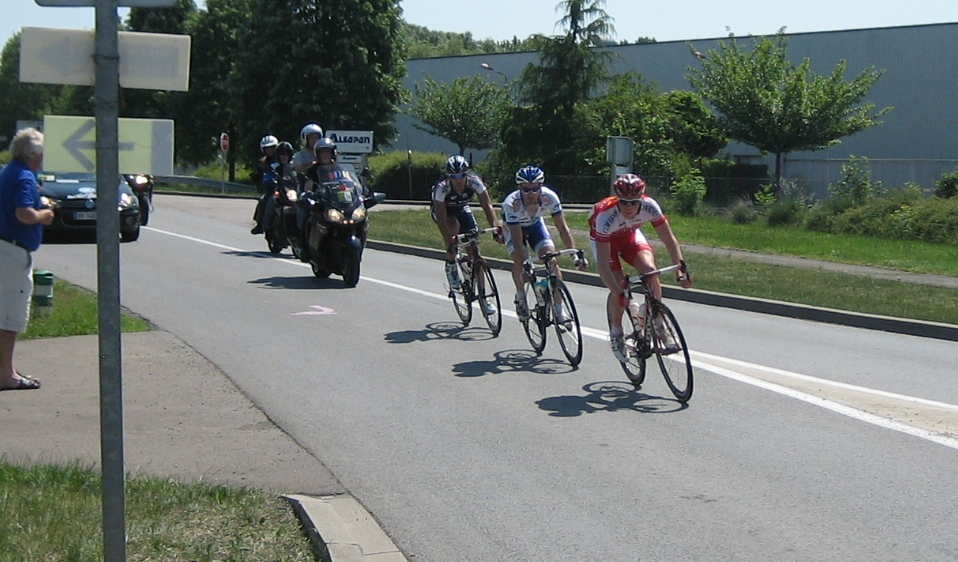
Zwischenzeitliche Spitzengruppe mit Romain Zingle, Jonathan Hivert und Gianluca Maggiore

Die vierte Etappe führte von Baccarat über 168 km nach Rehlingen in Deutschland und enthielt vier Bergwertungen. Die drei Fahrer Romain Zingle, Jonathan Hivert und Gianluca Maggiore attackierten nach 37 km und hatten noch 40 km vor dem Ziel 2:20 Minuten Vorsprung vor dem Feld, wurden jedoch 15 km später von diesem geschluckt. Somit kam es zu einer Entscheidung im Massensprint. Anthony Roux sicherte sich den zweiten Sieg der Rundfahrt. Durch die zehn Sekunden Zeitgutschrift verringerte er seinen Rückstand im Gesamtklassement auf Thomas De Gendt auf sechs Sekunden.
|    | Fahrer             | Zeit       |
| -- | ------------------ | ---------- |
| 1. | Anthony Roux       | 4:06:14 h  |
| 2. | Rui Faria da Costa | + 0:00 min |
| 3. | Sébastien Hinault  | + 0:00 min |
| 4. | Marco Marcato      | + 0:00 min |
| 5. | Thierry Hupond     | + 0:00 min |

### 5. Etappe: Metz – Hayange, 149,5 km

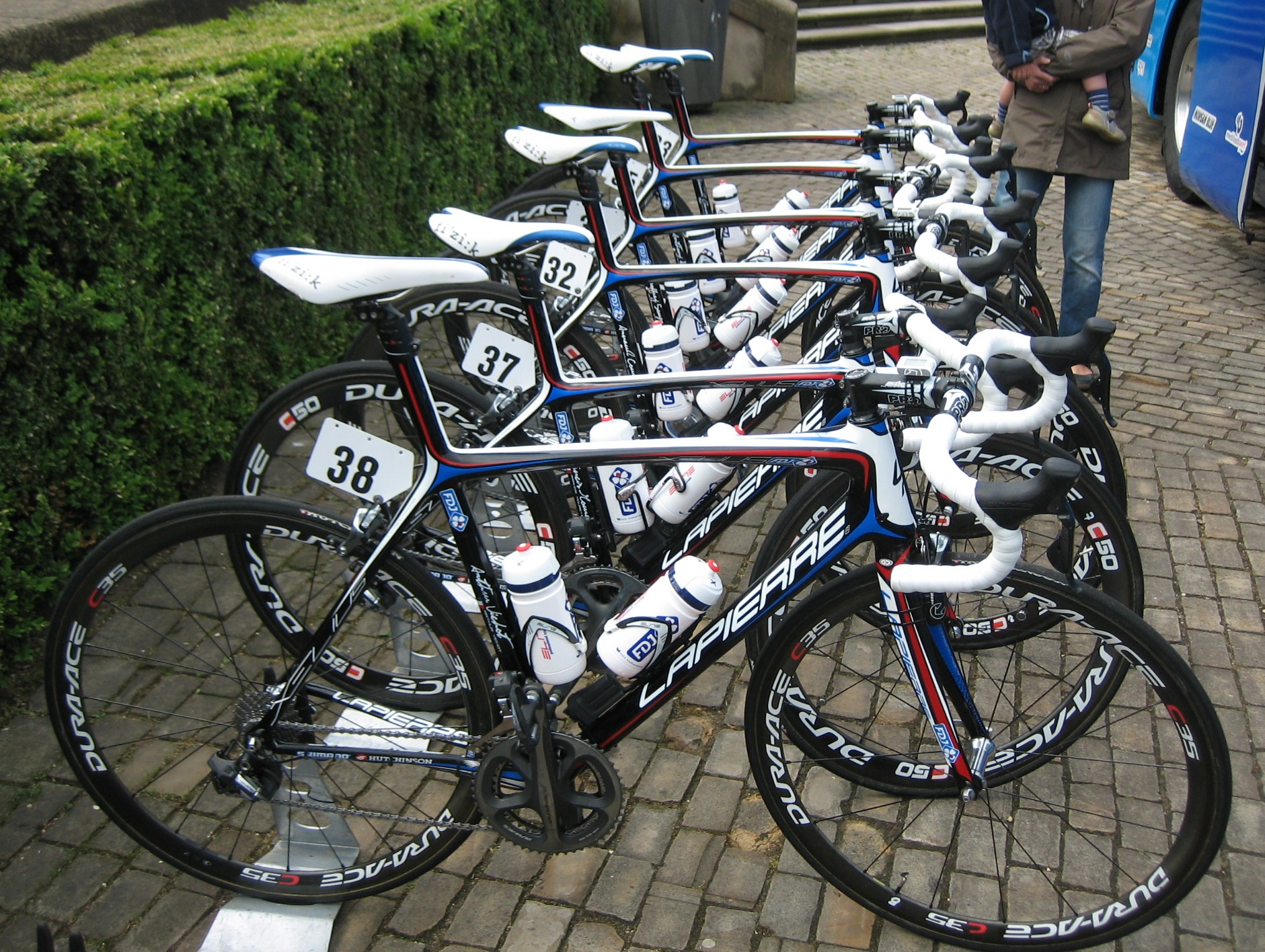
Räder des Teams FDJ vor dem Start in Metz.

Die letzte Etappe der Rundfahrt führte über 149,5 km von Metz nach Hayange. Die Etappe enthielt vier Bergwertungen. Es kam erneut zu einer Sprintentscheidung um den Tagessieg. Der Franzose Romain Feillu gewann vor seinen Landsleuten Anthony Roux und Sébastien Chavanel. Durch die sechs Sekunden Zeitgutschrift konnte Anthony Roux den Rückstand im Gesamtklassement zum Führenden Thomas De Gendt aufholen und sicherte sich dadurch den Rundfahrtsieg.
|    | Fahrer             | Zeit       |
| -- | ------------------ | ---------- |
| 1. | Romain Feillu      | 3:26:21 h  |
| 2. | Anthony Roux       | + 0:00 min |
| 3. | Sébastien Chavanel | + 0:00 min |
| 4. | Marco Marcato      | + 0:00 min |
| 5. | Romain Hardy       | + 0:00 min |

## Gesamtwertungen

### Gelbes Trikot (Gesamteinzelwertung)
106 von 132 gestarteten Fahrern erreichten das Rundfahrtziel in Hayange. Der Franzose Anthony Roux gewann die Rundfahrt zeitgleich vor dem Belgier Thomas De Gendt. Bei Zeitgleichheit gab die Führung in der Punktewertung (Grünes Trikot) den Ausschlag für den Sieg.
| Platz | Name                   | Team | Zeit       |
| ----- | ---------------------- | ---- | ---------- |
| 1     | Anthony Roux           | FDJ  | 20:17:05 h |
| 2     | Thomas De Gendt        | VCD  | 00:00 min  |
| 3     | Julien Simon           | SAU  | 00:05 min  |
| 4     | Rui Faria da Costa     | MOV  | 00:18 min  |
| 5     | Pierre Rolland         | EUC  | 00:20 min  |
| 6     | Laurent Mangel         | SAU  | 00:22 min  |
| 7     | David Le Lay           | ALM  | 00:23 min  |
| 8     | Romain Zingle          | COF  | 00:24 min  |
| 9     | Rémi Cusin             | COF  | 00:24 min  |
| 10    | Marco Marcato          | VCD  | 00:25 min  |
| 11    | Jérémie Galland        | SAU  | 00:26 min  |
| 12    | Fabio Felline          | GEO  | 00:26 min  |
| 13    | Pieter Jacobs          | TSV  | 00:26 min  |
| 14    | Mathieu Halleguen      | BSC  | 00:26 min  |
| 15    | Fabricio Ferrari       | CJR  | 00:26 min  |
| 16    | Frederico Rocchetti    | DER  | 00:26 min  |
| 17    | Rob Ruygh              | VCD  | 00:26 min  |
| 18    | Arthur Vichot          | FDJ  | 00:26 min  |
| 19    | Thierry Hupond         | SKS  | 00:26 min  |
| 20    | Rubén Reig             | CJR  | 00:26 min  |
| 21    | Steve Houanard         | ALM  | 00:26 min  |
| 22    | Eric Berthou           | BSC  | 00:26 min  |
| 23    | Anthony Delaplace      | SAU  | 00:26 min  |
| 24    | Luis Ángel Maté        | COF  | 00:26 min  |
| 25    | Julien Guay            | RLM  | 00:26 min  |
| 26    | Guillaume Levarlet     | SAU  | 00:26 min  |
| 27    | Matthieu Sprick        | SKS  | 00:36 min  |
| 28    | Pieter Serry           | TSV  | 00:37 min  |
| 29    | Yukiya Arashiro        | EUC  | 00:38 min  |
| 30    | Arnaud Gérard          | FDJ  | 00:39 min  |
| 31    | Yohann Bagot           | COF  | 00:39 min  |
| 32    | Johan Mombaerts        | AUB  | 00:39 min  |
| 33    | Jonathan Tiernan-Locke | RCS  | 00:39 min  |
| 34    | Francis Mourey         | FDJ  | 00:39 min  |
| 35    | Maxime Méderel         | AUB  | 00:47 min  |
| 36    | Romain Lemarchand      | ALM  | 00:59 min  |
| 37    | Anthony Charteau       | EUC  | 02:07 min  |
| 38    | Steven Tronet          | RLM  | 02:44 min  |
| 39    | José Vicente García    | MOV  | 03:08 min  |
| 40    | Paolo Bailetti         | DER  | 03:43 min  |
| 41    | Julien Loubet          | ALM  | 04:56 min  |
| 42    | Francisco Pérez        | MOV  | 04:56 min  |
| 43    | Jérôme Baugnies        | TSV  | 05:02 min  |
| 44    | Jean-Marc Marino       | SAU  | 07:14 min  |
| 45    | Marco Corti            | GEO  | 07:14 min  |
| 46    | Garikoitz Bravo        | CJR  | 08:54 min  |
| 47    | Sander Armée           | TSV  | 08:54 min  |
| 48    | Florian Le Corre       | RLM  | 08:54 min  |
| 49    | Sylvain Georges        | AUB  | 08:54 min  |
| 50    | Andrey Amador          | MOV  | 09:14 min  |
| 51    | Jean-Marc Bideau       | BSC  | 09:33 min  |
| 52    | Sébastien Hinault      | ALM  | 10:27 min  |
| 53    | Antonio Santoro        | AND  | 11:12 min  |

| Platz | Name                | Team | Zeit      |
| ----- | ------------------- | ---- | --------- |
| 54    | Sébastien Duret     | BSC  | 11:12 min |
| 55    | Ruslan Pidhornyj    | VCD  | 11:12 min |
| 56    | Arnaud Labbe        | COF  | 11:51 min |
| 57    | Guillermo Lana      | CJR  | 12:04 min |
| 58    | Pim Ligthart        | VCD  | 12:05 min |
| 59    | Guillaume Bonnafond | ALM  | 12:59 min |
| 60    | Damiano Margutti    | DER  | 14:23 min |
| 61    | Kristof Goddaert    | ALM  | 15:48 min |
| 62    | Romain Hardy        | BSC  | 15:48 min |
| 63    | Fabio Piscopiello   | DER  | 16:51 min |
| 64    | David Gutiérrez     | GEO  | 17:28 min |
| 65    | Romain Feillu       | VCD  | 17:43 min |
| 66    | Nacer Bouhanni      | FDJ  | 18:01 min |
| 67    | Morgan Kneisky      | RLM  | 18:03 min |
| 68    | Mitchell Docker     | SKS  | 18:18 min |
| 69    | Stéphane Poulhies   | SAU  | 19:13 min |
| 70    | Mathieu Drujon      | AUB  | 21:37 min |
| 71    | Igor Romero         | CJR  | 21:52 min |
| 72    | Julien Fouchard     | COF  | 22:33 min |
| 73    | Martin Reimer       | SKS  | 23:07 min |
| 74    | Kévin Réza          | EUC  | 24:15 min |
| 75    | Geert Steurs        | TSV  | 25:01 min |
| 76    | Dan Craven          | RCS  | 25:01 min |
| 77    | Zakkari Dempster    | RCS  | 25:08 min |
| 78    | Guillaume Le Floch  | EUC  | 25:17 min |
| 79    | Enrique Sanz        | MOV  | 25:54 min |
| 80    | Sébastien Chavanel  | EUC  | 26:05 min |
| 81    | Yohann Gène         | EUC  | 26:15 min |
| 82    | Javier Iriarte      | MOV  | 26:28 min |
| 83    | Kenny De Ketele     | TSV  | 26:30 min |
| 84    | Alexander Rjabkin   | CJR  | 26:46 min |
| 85    | Wouter Poels        | VCD  | 29:57 min |
| 86    | Nicolas Edet        | COF  | 31:14 min |
| 87    | Loïc Desriac        | RLM  | 31:55 min |
| 88    | Oleh Tschuschda     | CJR  | 32:03 min |
| 89    | Ángel Madrazo       | MOV  | 32:12 min |
| 90    | Armindo Fonseca     | BSC  | 32:13 min |
| 91    | Arnaud Courteille   | FDJ  | 34:05 min |
| 92    | David Veilleux      | EUC  | 34:21 min |
| 93    | Noé Gianetti        | GEO  | 35:24 min |
| 94    | Grégory Joseph      | TSV  | 35:53 min |
| 95    | Sylvain Calzati     | BSC  | 38:25 min |
| 96    | Tim Mertens         | TSV  | 39:35 min |
| 97    | Matteo Fedi         | DER  | 40:21 min |
| 98    | Joaquín Sobrino     | CJR  | 42:35 min |
| 99    | Matthias Brändle    | GEO  | 44:10 min |
| 100   | Gianluca Maggiore   | DER  | 44:39 min |
| 101   | Guillaume Blot      | BSC  | 46:40 min |
| 102   | Giorgio Brambilla   | DER  | 46:59 min |
| 103   | Feng Han            | SKS  | 47:15 min |
| 104   | Omar Bertazzo       | AND  | 50:46 min |
| 105   | Jonathan Hivert     | SAU  | 54:19 min |
| 106   | Geoffrey Soupe      | FDJ  | 54:25 min |

### Grünes Trikot (Punktewertung)
| Platz | Fahrer             | Punkte |
| ----- | ------------------ | ------ |
| 1     | Anthony Roux       | 85     |
| 2     | Romain Feillu      | 61     |
| 3     | Sébastien Chavanel | 41     |
| 4     | Marco Marcato      | 41     |
| 5     | Rui Faria da Costa | 34     |
| 6     | Fabio Felline      | 32     |
| 7     | Julien Simon       | 28     |
| 8     | Zakkari Dempster   | 28     |
| 9     | Thomas De Gendt    | 27     |
| 10    | Thierry Hupond     | 27     |

### Gepunktetes Trikot (Bergwertung)
| Platz | Fahrer            | Punkte |
| ----- | ----------------- | ------ |
| 1     | Thomas De Gendt   | 99     |
| 2     | Julien Fouchard   | 37     |
| 3     | Romain Zingle     | 35     |
| 4     | Wouter Poels      | 30     |
| 5     | Anthony Charteau  | 29     |
| 6     | Andrey Amador     | 28     |
| 7     | Pieter Serry      | 21     |
| 8     | Yukiya Arashiro   | 20     |
| 9     | Fabio Piscopiello | 20     |
| 10    | Rob Ruygh         | 19     |

### Rotes Trikot (Sprintwertung)
| Platz | Fahrer            | Punkte |
| ----- | ----------------- | ------ |
| 1     | Matthias Brändle  | 11     |
| 2     | Pieter Serry      | 8      |
| 3     | Matteo Fedi       | 8      |
| 4     | Jonathan Hivert   | 7      |
| 5     | Gianluca Maggiore | 6      |
| 6     | David Le Lay      | 6      |
| 7     | Matthieu Sprick   | 6      |
| 8     | Romain Feillu     | 6      |
| 9     | Romain Zingle     | 6      |
| 10    | Oleh Tschuschda   | 4      |

### Mannschaft
Das niederländische Team Vacansoleil-DCM sicherte sich die Mannschaftswertung zeitgleich vor dem französischen Team Saur-Sojasun. Bei Zeitgleichheit gab die Anzahl der ersten Plätze in der Tagesmannschaftswertung den Ausschlag zu Gunsten von Vacansoleil-DCM.
| Platz | Team                        | Zeit        |
| ----- | --------------------------- | ----------- |
| 1     | Vacansoleil-DCM             | 60:52:18 h  |
| 2     | Saur-Sojasun                | + 00:00 min |
| 3     | AG2R La Mondiale            | + 00:15 min |
| 4     | Bretagne-Schuller           | + 00:15 min |
| 5     | Cofidis, le Crédit en Ligne | + 00:15 min |
| 6     | Team Europcar               | + 00:26 min |
| 7     | Caja Rural                  | + 00:28 min |
| 8     | Movistar Team               | + 00:39 min |
| 9     | FDJ                         | + 00:41 min |
| 10    | Topsport Vlaanderen         | + 05:04 min |
| 11    | Roubaix Lille Métropole     | + 07:03 min |
| 12    | Big Mat-Auber 93            | + 09:17 min |
| 13    | Skil-Shimano                | + 12:51 min |
| 14    | De Rosa-Ceramica Flaminia   | + 14:18 min |
| 15    | Geox-TMC                    | + 20:51 min |
| 16    | Rapha Condor-Sharp          | + 42:38 min |